# Уткин проспект
У́ткин проспект — проспект в Красногвардейском районе Санкт-Петербурга. В наше время состоит из двух разъединённых фрагментов по обе стороны от проспекта Энергетиков.

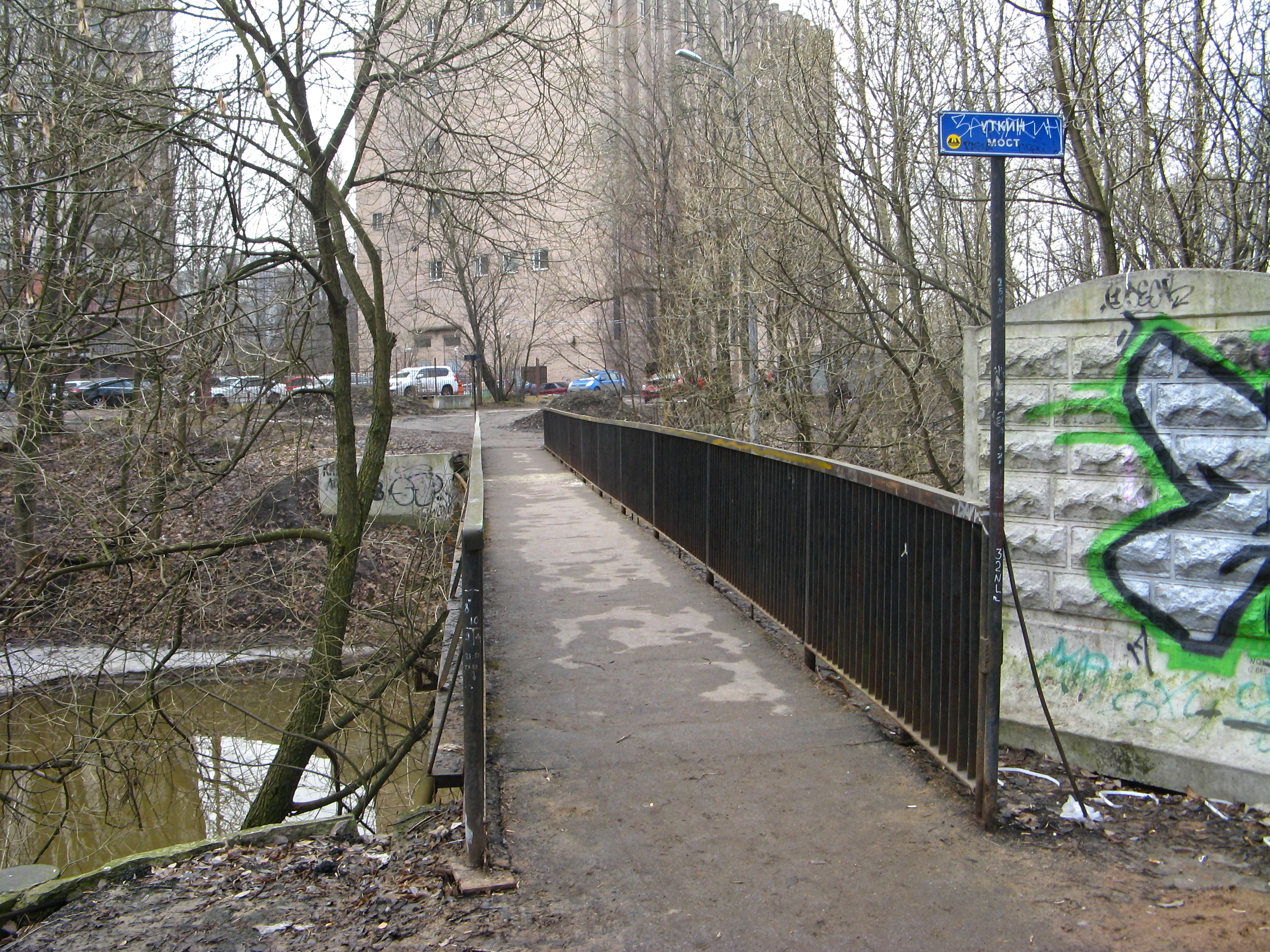
Вид на Уткин мост от Уткина проспекта

## История

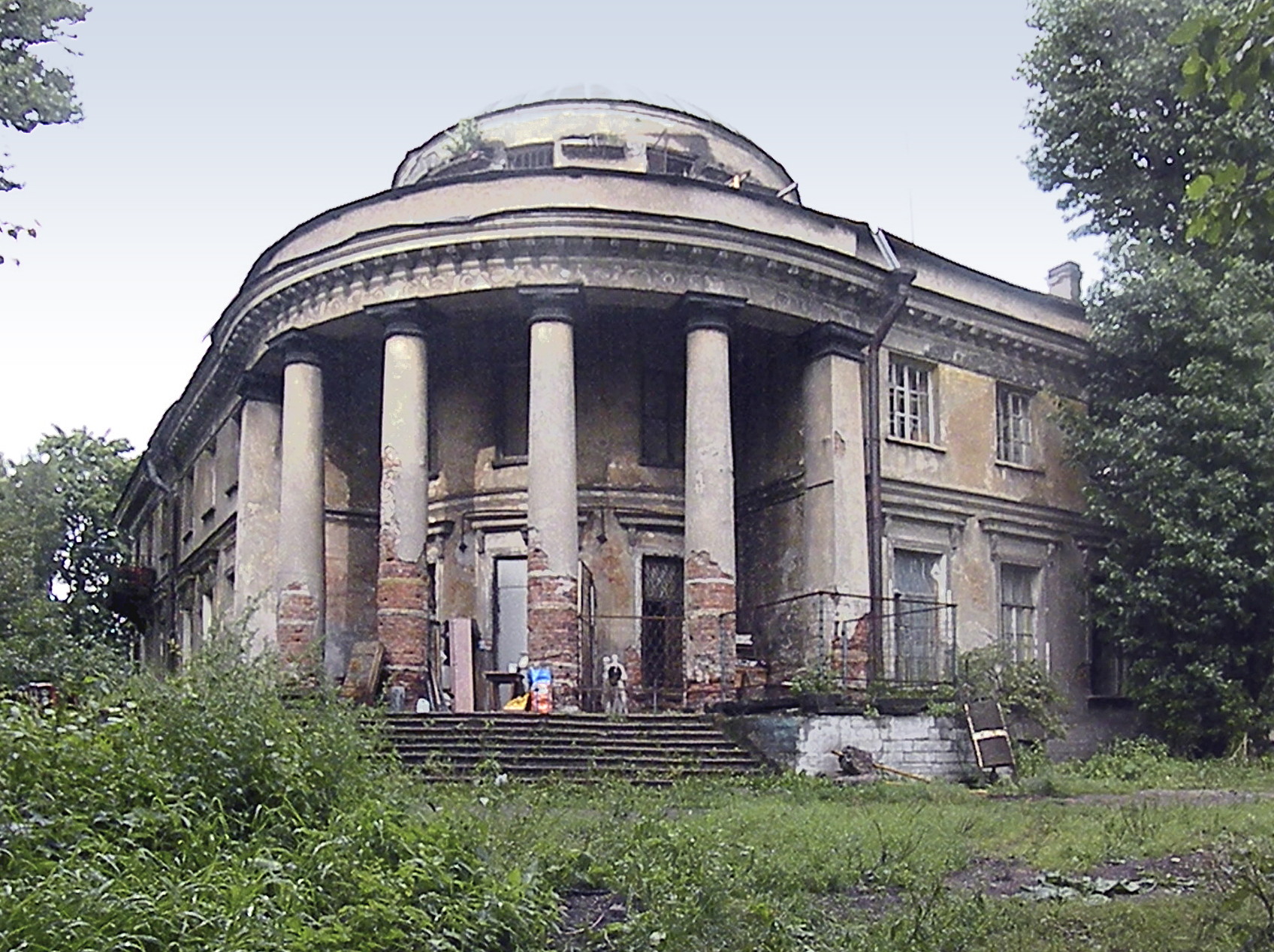
Центральное здание «Уткиной дачи». 2009 год

Уткин проспект находится в Красногвардейском районе, на Малой Охте, севернее деревни Яблоновка. Он тянется от Республиканской улицы до соединительной ветки Финляндской железной дороги.
Название проспекта восходит к середине XIX века. Тогда на Малой Охте, на месте старинной мызы «Оккервиль» находилась дача мирового посредника Уткина, чиновника по улаживанию конфликтов между крестьянами и помещиками. От этой усадьбы произошло название Уткина проспекта, Уткина моста и Уткинской улицы (последняя в 1958 году вошла в Республиканскую улицу).
Уткин (Уткинский) мост перекинут через реку Оккервиль близ впадения её в реку Большую Охту по Республиканской улице.

## Транспорт
Ближайшая станция метро — «Ладожская».

## Пересечения и примыкания
- проспект Энергетиков
- улица Малая Яблоновка

## Достопримечательности
- Уткина дача
- Российский государственный исторический архив